# ريتش فرانكلين
ريتش فرانكلين (بالإنجليزية: Rich Franklin) هو فنان قتال مختلط أمريكي، ولد في 5 أكتوبر 1974 في سينسيناتي في الولايات المتحدة.

## وصلات خارجية
- الموقع الرسمي
- ريتش فرانكلين على موقع يو إف سي (الإنجليزية)
- ريتش فرانكلين على موقع شيردوغ (الإنجليزية)
- ريتش فرانكلين على موقع Tapology.com (الإنجليزية)
- ريتش فرانكلين على موقع IMDb (الإنجليزية)
- ريتش فرانكلين على موقع قاعدة بيانات الفيلم (الإنجليزية)